# Phare de l'île Manitou du Nord

Le phare de l'île Manitou du Nord (en anglais : North Manitou Island Lighthouse), est un phare du lac Michigan, situé sur un récif au sud-est de l'île Manitou du Nord, dans le Comté de Leelanau, Michigan. Lorsqu'il a été automatisé en 1980, il s'agissait du dernier feu au large habité dans les Grands Lacs.
Ce phare est inscrit au Registre national des lieux historiques depuis le 6 septembre 2005 sous le n° 5000981.

## Historique
En 1907, l'United States Lighthouse Board a recommandé que le haut-fond au nord de l'île Manitou du Nord soit signalé par un bateau-phare. En 1910, le bateau-phare n°56 fut stationné sur le site jusqu'en 1927, date à laquelle il a été remplacé par le bateau-phare n°89. En 1934, le bateau-phare Huron (LV-103) a été transféré à l'emplacement et est resté jusqu'à ce que la structure permanente soit construite l'année suivante. 
En 1923, le Lighthouse Board avait déjà proposé de remplacer les bateaux-phares par une station permanente. Cependant, les fonds n'ont été alloués à cette fin qu'en 1933, lorsqu'ils ont été mis à disposition par l'intermédiaire de la Public Works Administration. En 1935, le phare permanent en acier a été construit sur le haut-fond dans 8 m d'eau. La station était à l'origine occupée par une équipe de trois hommes, mais en 1980, la lumière a été automatisée et la station a été abandonnée. La lumière originale de la Westinghouse Airway Beacon a été changée et remplacée plusieurs fois au fil des ans, et est actuellement une balise LED solaire et alimentée par batterie.
fin 2016, le phare a été mis aux enchères par la General Services Administration. L'organisme sans but lucratif North Manitou Light Keepers, Inc.  a acheté le phare aux enchères et a entrepris une restauration totale du phare.

## Description
Le phare  est une tour carrée en acier de 3 étages, avec galerie et lanterne, s'élevant d'une maison de gardien en acier de 2 étages, de 19 m de haut. La tour est peinte en blanc et la lanterne est noire.
Il émet, à une hauteur focale de 24 m, un flash blanc de 1.5 secondes par période de 15 secondes. Sa portée est de 12 milles nautiques (environ 22 km). Il est équipé d'une corne de brume émettant deux souffles de 3 secondes par période de 20 secondes, au besoin et d'un transpondeur radar émettant la lettre N en morse.

## Caractéristiques dufeu maritime
Fréquence : 15 secondes (R)
- Lumière : 1.5 secondes
- Obscurité : 13.5 secondes

Identifiant  : ARLHS : USA-554 ; USCG :  7-18340 .

### Lien connexe
- Liste des phares au Michigan